# Stazione di Pennsylvania
La stazione di Pennsylvania (in inglese Pennsylvania Station, detta anche Penn Station) è la principale stazione ferroviaria dell'America settentrionale. Oggi è situata nei livelli sotterranei della Pennsylvania Plaza, un complesso urbano che sorge sulla 32ª strada, tra la 7ª e l'8ª avenue di Manhattan e che ospita l'attuale Madison Square Garden.
La stazione è la più importante della linea Northeast Corridor tra Washington e Boston ed è servita da diverse compagnie ferroviarie, tra le quali la Amtrak, che ne è la proprietaria, e i servizi suburbani della Long Island Rail Road e della New Jersey Transit Rail.
In futuro anche la Metro-North Railroad dovrebbe arrivare alla Penn Station e, con la possibile riapertura del corridoio Hilton, potrebbe esserci nuovamente il collegamento diretto con la Port Authority Trans-Hudson (PATH).

## Storia

### Stazione originale

#### Costruzione
La stazione prese il suo nome dalla compagnia ferroviaria  Pennsylvania Railroad (PRR), la maggiore e attiva per più di 100 anni dal 1846 al 1968. La PRR aveva inizialmente il proprio terminal nel New Jersey, a Jersey City; quindi per raggiungere il cuore di New York i passeggeri dovevano attraversare il fiume Hudson tramite traghetti. Invece la sua diretta concorrente (la New York Central Railroad) arrivava direttamente a  Manhattan dove gestiva già la stazione del Grand Central Terminal.

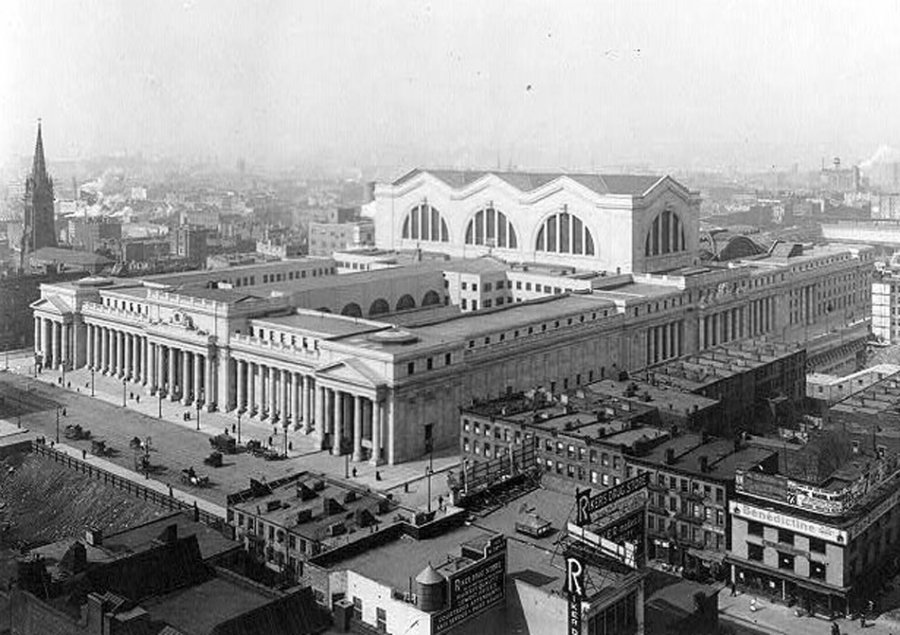
Vista dall'alto dell'originario edificio della Pennsylvania Station nel 1911

Per superare questa situazione che ne penalizzava fortemente l'attività, i dirigenti della società cercarono un mezzo per arrivare nel cuore di Manhattan. Inizialmente si era pensato ad un ponte, da costruirsi insieme ad altre compagnie ferroviarie che attraversavano l'Hudson mediante traghetti, le quali tuttavia non accettarono di partecipare al progetto. D'altra parte l'idea di un tunnel fu inizialmente scartata in quanto la lunghezza eccessiva avrebbe impedito la ventilazione necessaria per il suo uso da parte delle locomotive a vapore. La situazione cambiò dopo che l'uso delle locomotive a vapore fu proibito all'interno di Manhattan da una legge dello stato di New York, imponendo l'uso di locomotive a trazione elettrica; si poté quindi pensare ad un tunnel servito da una linea elettrificata per oltrepassare il fiume. La società acquistò i terreni necessari nel New Jersey e a Manhattan e il presidente della compagnia, Alexander Johnston Cassatt, annunciò il 12 dicembre del 1901 il progetto di far giungere il collegamento ferroviario fino a Manhattan attraversando l'Hudson mediante un tunnel e di costruire una nuova stazione ferroviaria a sud della 34ª strada.
Nel giugno del 1903 iniziarono i lavori, con lo scavo di due tunnel a singolo binario a partire dalla riva occidentale dell'Hudson e di quattro tunnel, sempre a singolo binario, dalla riva orientale dell'East River, destinati a collegare la nuova stazione ai Queens e alla rete ferroviaria della Long Island Rail Road, che era da poco arrivata sotto il controllo della Pennsylvania Rail Road. Sempre nei Queens si trovava il deposito ferroviario del Sunnyside Yard, dove i treni avrebbero potuto essere sottoposti a manutenzione e assemblati.
La costruzione dei tunnel sotto il fiume Hudson fu completata il 9 ottobre del 1906, quella dei tunnel sotto l'East River il 18 marzo del 1908. Nel frattempo, il 1º maggio del 1904 si era avviato lo scavo delle fondazioni per la costruzione della stazione ferroviaria, che venne inaugurata con l'avvio del regolare servizio di treni il 27 novembre del 1910. Il costo complessivo del progetto fu di 114 milioni di dollari dell'epoca e occupava due interi isolati per una superficie di 32.000 m². Il presidente della società che aveva dato avvio al progetto, Alexander Johnston Cassatt, morto nel 1906, venne onorato con l'erezione di una statua nella Pennsylvania Station.

#### Demolizione

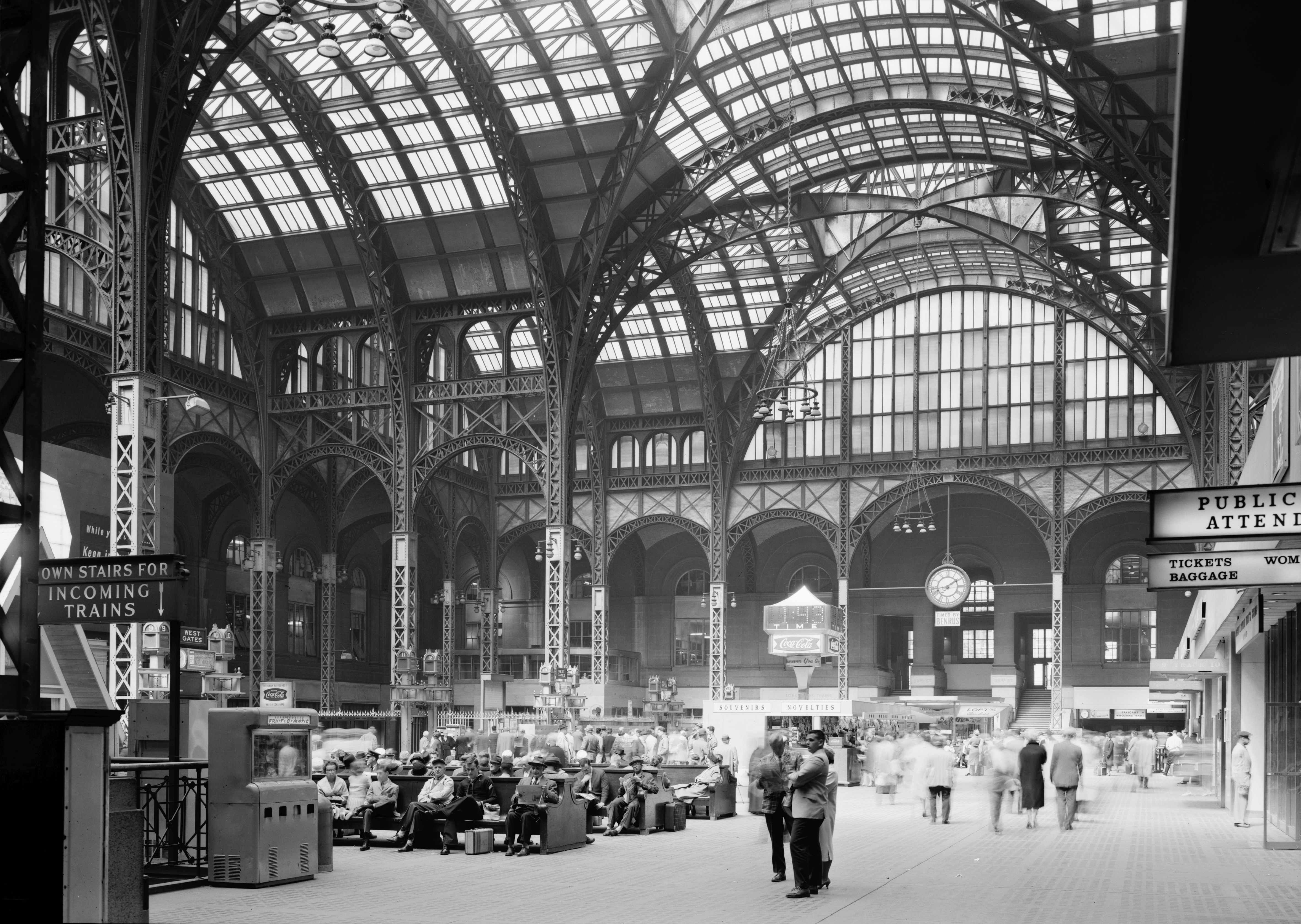
Interno della Pennsylvania Station, arrivo dei binari, nel 1962

A partire dalla fine degli anni cinquanta il volume dei passeggeri decrebbe, in seguito allo sviluppo del traffico aereo e del sistema autostradale del Interstate Highway System: la struttura divenne sottoutilizzata e il costo per la sua manutenzione era inoltre troppo elevato. La Pennsylvania Rail Road, che si trovava in deficit, opzionò i diritti per lo spazio al di sopra della stazione e il progetto per la realizzazione del complesso della Pennsylvania Plaza e del nuovo Madison Square Garden fu annunciato nel 1962: la Pennsylvania Rail Road avrebbe avuto una stazione di dimensioni più piccole ubicata interamente nei livelli sotterranei e dotata di aria condizionata, che restava di sua proprietà, e il 25% del nuovo complesso del Madison Square Garden.
La demolizione dell'edificio iniziò nell'ottobre del 1963, senza interrompere il normale traffico ferroviario nei sotterranei. Il progetto del nuovo Madison Square Garden e di due torri venne realizzato dall'architetto Charles Luckman.
La distruzione della originaria struttura della stazione diede luogo a numerose proteste e polemiche e originò una presa di coscienza degli abitanti di New York nei confronti della salvaguardia del patrimonio monumentale della città, che portò a salvare la stazione del Grand Central Terminal, dichiarata pochi anni dopo monumento storico e protetta dalla legge del "New York City Landmarks Preservation act", e ad impedire la realizzazione della "Lower Manhattan Expressway", concepita da Robert Moses.

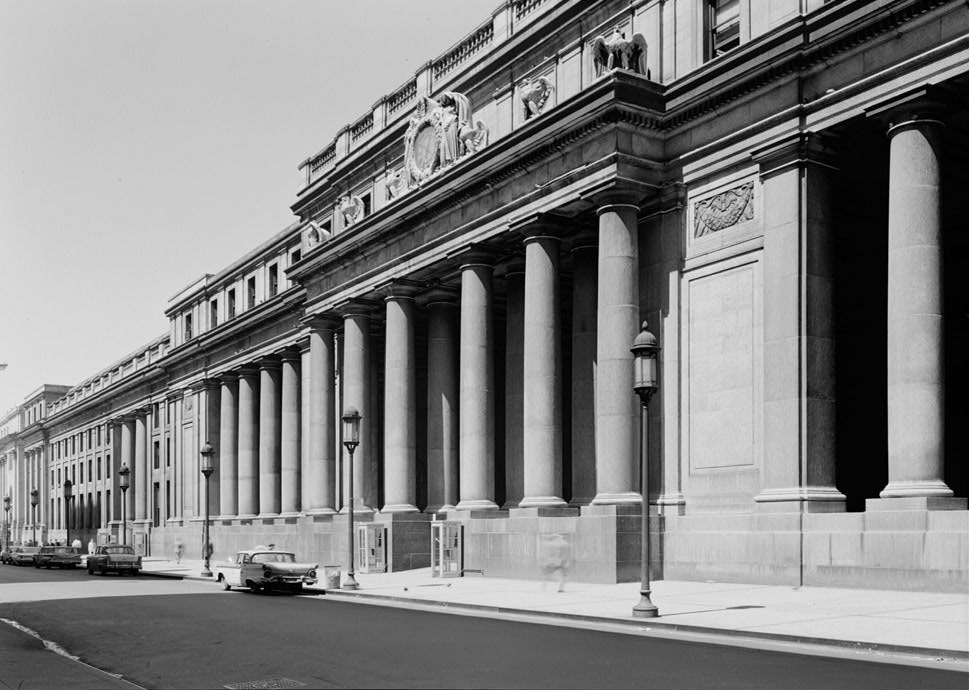
Facciata sulla 31ª strada nel 1962

Delle sculture che decoravano la stazione, opera dello scultore Adolph Alexander Weinman, alcune sopravvivono tuttora: le sculture di uno degli orologi sono state collocate nella Eagle Scout Memorial Fountain a Kansas City in Missouri), una cariatide nel giardino delle sculture del Brooklyn Museum e undici aquile in diverse località: tre sono ancora a New York (due sono attualmente collocate di fronte all'attuale complesso della Pennsylvania Plaza e una presso la sede dell'università privata della Cooper Union, nell'East Village, inizialmente nel cortile della Albert Nerken School of Engineering e quindi spostata sul tetto della nuova sede della stessa scuola, non più visibile dalla strada), altre tre sono a Long Island (due alla United States Merchant Marine Academy a Kings Point presso North Hempstead e una alla Long Island Rail Road Station di Hicksville, presso Oyster Bay), quattro in Pennsylvania (decorano il Market Street Bridge di Filadelfia, di fronte alla 30th Street Station), una in Virginia (nel campo di football del Hampden–Sydney College di Hampden Sydney, nella Prince Edward county) e un'ultima a Washington (presso lo Smithsonian National Zoological Park).
La Union Station di Ottawa, costruita nel 1912 conserva una hall principale che era stata ugualmente ispirata dalle terme di Diocleziano, ma di dimensioni pari a circa la metà di quella della Pennsylvania Station. Anche la Union Station di Chicago può dare un'idea dell'aspetto dell'originario edificio.

### Stazione attuale
La stazione attuale, interamente sotterranea, venne aperta nel corso degli anni 1960.
Negli anni novanta la stazione venne rinnovata dalla Amtrak, dalla Metropolitan Transportation Authority e dalla New Jersey Transit, con il miglioramento del sistema di informazione audiovisivo. Uno degli antichi orologi a quattro facce della stazione è stato installato all'ingresso sulla 34ª strada per la sezione della Long Island Rail Road e il passaggio pedonale che parte da questo ingresso ha un murale che rappresenta alcuni elementi dell'architettura della vecchia stazione. Dopo gli attentati dell'11 settembre 2001 il flusso dei passeggeri nella stazione è stato regolamentato ed è stata chiusa la strada sotterranea per l'arrivo dei taxi sotto il Madison Square Garden, rimpiazzata da un nuovo punto di arrivo sulla 31ª strada.

## Strutture e impianti

### Edificio originario

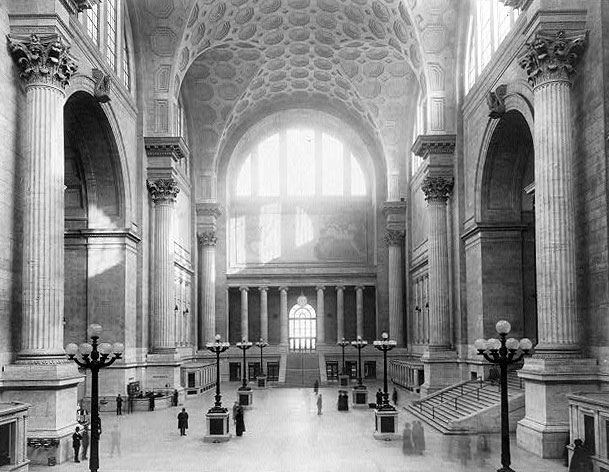
Interno della hall principale, intorno al 1911

L'edificio originale della stazione, in granito rosa, era stato progettato a partire dal 1905 ad opera dello studio di architettura McKim, Mead e White, nello stile Beaux Arts.
La struttura era circondata da colonnati di ordine dorico sulle facciate, che integravano funzioni relative alla circolazione di passeggeri e di merci. La zona di arrivo dei binari era ricoperta da una struttura in acciaio e vetro. Vi si accedeva da un ingresso monumentale che dava su un enorme ambiente rivestito in travertino e ornato di colonne corinzie, la cui concezione architettonica si era ispirata alle terme di Caracalla. Si trattava del più vasto spazio pubblico coperto di New York, di dimensioni paragonabili alla navata centrale della basilica di San Pietro in Vaticano a Roma, con una superficie di 28.000 m².
Numerose sculture e bassorilievi, dello scultore Adolph Alexander Weinman, decoravano la struttura.
Nel 1958 alcune delle grandi colonne della hall principale furono ricoperte da intonaco e il grande ambiente venne parzialmente occupato da una nuova biglietteria.

### Edificio attuale

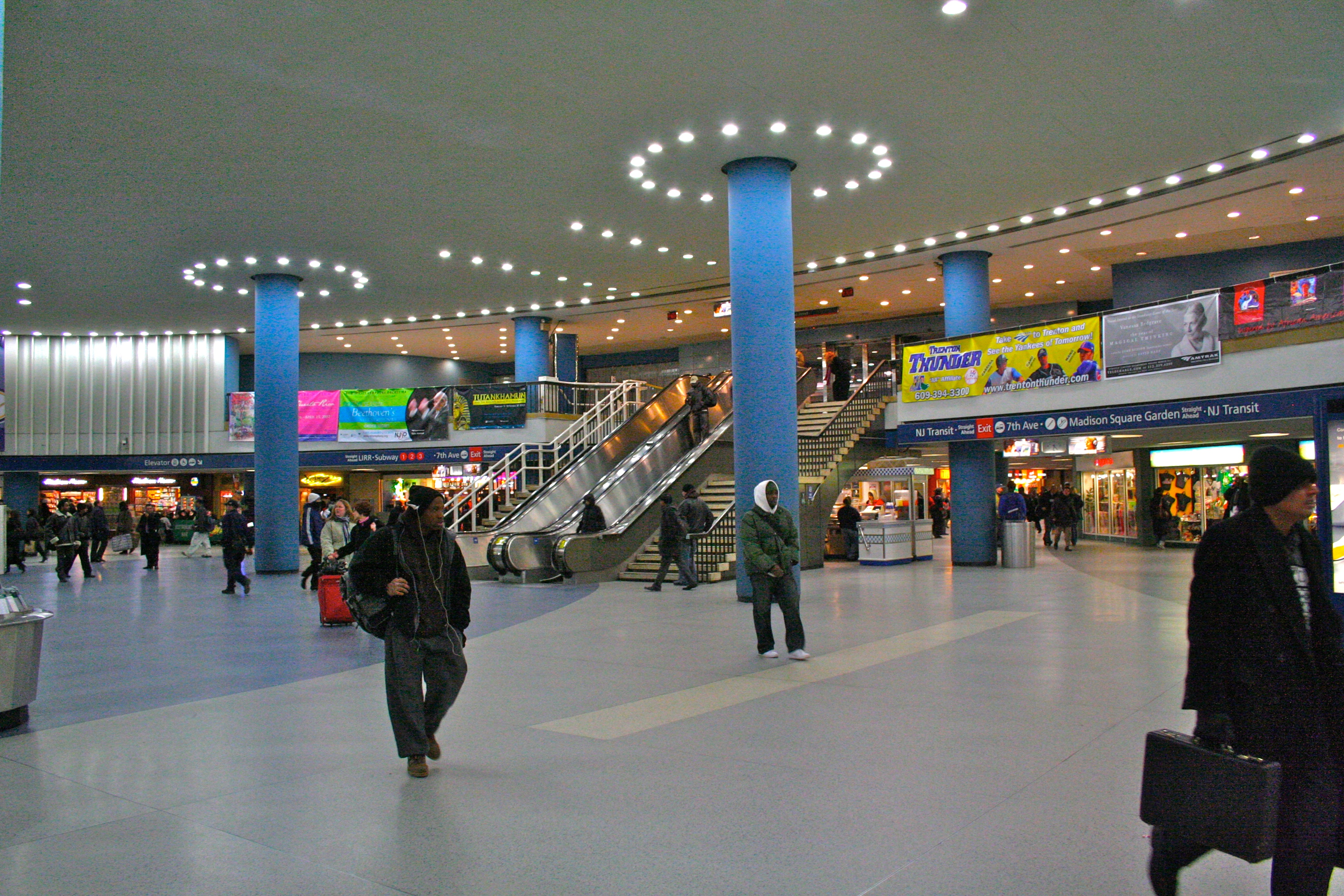
Hall sotterranea dell'attuale stazione di Pennsylvania.

L'attuale stazione, sul sito di quella precedente, con gli stessi binari, è sistemata con diversi spazi di smistamento (concourse), ciascuno di quali è affidato ad un diverso operatore, la Amtrak, la New Jersey Transit e la Long Island Rail Road, che li hanno allestiti diversamente.
Parti della sezione della Amtrak, in particolare la zona commerciale con i negozi, conservano l'aspetto degli anni sessanta, mentre le sale di aspetto sono state rinnovate. La sezione principale della Long Island Rail Road corre sotto la 33ªstrada, tra la 7ª e l'8ª avenue ed è stata rinnovata tra il 1991 e il 1994. La sezione del West End Councourse, sempre della Long Island Rail Road, si trova ad ovest della 8ª avenue e fu aperta nel 1986.
La sezione della New Jersey Transit, presso la 7ª avenue è quella sistemata più di recente, nel 2002, ricavata da spazi precedentemente in uso per uffici della Amtrak. Una nuova entrata dalla 31ª strada vi è stata aperta nel settembre del 2009.
I binari da 1 a 12, sul lato sud della stazione, sono utilizzati dalla Amtrak e dalla New Jersey Transit e sono accessibili dalle rispettive sezioni della stazione.I binari da 13 a 16 sono condivisi da tutti e tre gli operatori, mentre quelli da 17 a 21 sono di uso esclusivo della Long Island Rail Road e sono accessibili solo dagli spazi di questa. L'Exit Concourse è il solo corridoio della stazione che serve direttamente tutti i 21 binari.

## Movimento
La stazione di Pennsylvania è servita da più di 1 200 treni al giorno. Mediamente, in un giorno feriale, la stazione è utilizzata da 650 000 passeggeri, circa 1000 ogni 90 secondi. È la stazione più trafficata di New York, degli Stati Uniti d'America e del Nord America.
La stazione è servita da diversi treni a lunga percorrenza gestiti dall'Amtrak, tra cui i servizi ad alta velocità Empire Service, Northeast Regional e Acela Express, e anche dai treni delle linee Babylon,, Belmont Park, Far Rockaway, Hempstead, Long Beach, Montauk, Oyster Bay, PortJefferson, Port Washington, Ronkonkoma e West Hempstead del servizio ferroviario suburbano della Long Island Rail Road.
Infine, la stazione è servita anche dalle linee suburbane Northeast Corridor, North Jersey Coast, Montclair-Boonton, Morristown, Raritan Valley e Gladstone dal servizio ferroviario New Jersey Transit Rail.

## Interscambi

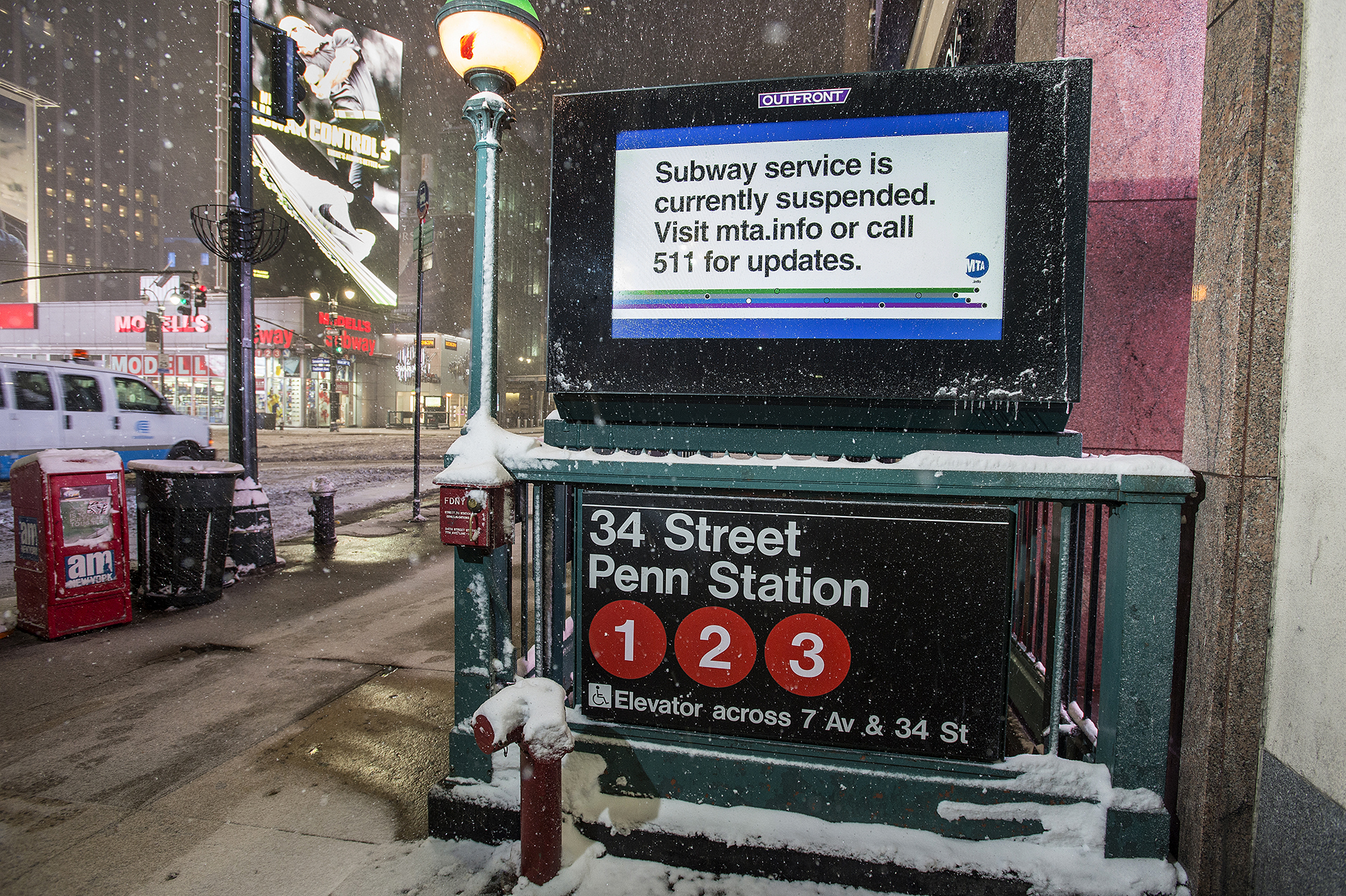
Un ingresso esterno alla stazione metropolitana delle linee 1, 2 e 3.

La stazione interscambia con due diverse stazioni della metropolitana di New York, servite in totale da sei linee, con numerose linee di autobus urbani gestiti da MTA Regional Bus Operations ed interurbani gestiti da diverse aziende.
- Fermata metropolitana (34th Street-Penn Station, linee 1, 2 e 3)
- Fermata metropolitana (34th Street-Penn Station, linee A, C e E)
- Fermata autobus
- Stazione taxi

Ad un isolato di distanza verso est si trova anche la stazione della metropolitana di 34th Street-Herald Square, servita dalle linee B, D, F, M, N, Q, R e W. In origine la Penn Station era collegata ad essa ed alla PATH tramite un passaggio sotterraneo (corridoio Hilton). Tuttavia, a causa degli elevati tassi di criminalità degli anni 70 e 80, il passaggio iniziò ad essere pericoloso e venne quindi chiuso negli anni 1990.

## Progetti futuri
Il senatore Daniel Patrick Moynihan ha promosso nel 1999 il progetto di creare un nuovo ingresso alla stazione presso il James Farley Post Office (Farley Building), costruito nel 1912 e progettato dallo stesso studio di architetti dell'originaria Pennsylvania Station (McKim, Mead e White). Il nuovo edificio si sarebbe dovuto chiamare "Moynihan Station" in onore del senatore. Un primo progetto fu presentato dall'architetto David Childs (dello studio Skidmore, Owings e Merrill); dopo il suo abbandono, un secondo progetto, più modesto, fu presentato nel 2005, dalla collaborazione degli studi Hellmuth, Obata e Kassabaum e James Carpenter Design Associates. Nello stesso anno fu presentato ancora un terzo progetto di compromesso, ancora dello studio Skidmore, Owings e Merril, che riprendeva il modello del BCE Place di Toronto ed evitava la parziale demolizione della facciata del Farley Building.
Inizialmente si sarebbe dovuta trasferire nella nuova sede la Amtrak, mentre in seguito fu la New Jersey Transit che si propose come l'operatore della nuova stazione e negoziò un affitto della durata di 99 anni dell'edificio del Farley Building. Contemporaneamente la Cablevision Systems Corporation, proprietaria del Madison Square Garden, aveva progettato di ricollocare l'edificio a fianco del Farley Building e di costruire un complesso di uffici (Vornado Realty Trust Building) al suo posto. Una revisione del progetto della nuova Moynihan Station, proposta nel 2007, aveva previsto una riduzione dell'estensione della stazione per poter costruire un altro complesso per uffici. Nel 2008 la Cablevision ha annunciato l'abbandono del progetto di spostare il Madison Squadre Garden, in favore di un esteso rinnovamento del vecchio edificio. Il 16 febbraio del 2010 il governo federale degli Stati Uniti ha finanziato il progetto della Moynihan Station con 83,4 milioni di dollari, che si aggiunge ai 169 milioni di dollari provenienti da altre fonti, che garantiscono i fondi per l'inizio dei lavori. I nuovi progetti, approvati dal governo dello stato di New York nel luglio del 2010, prevedono due nuove entrate dall'8ª avenue, il raddoppiamento del West End Concourse (inaugurato nel 2017 con accessibilità ai binari da 5 a 21) e le necessarie infrastrutture.